# Marie Trousil

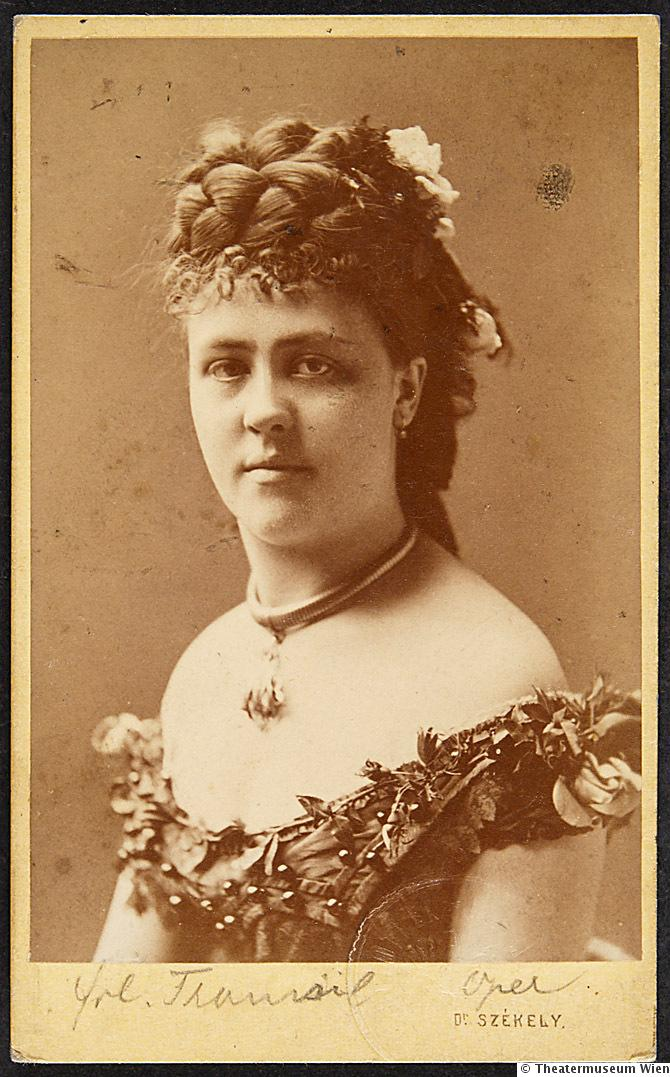
Marie Trousil
Foto: Dr. Josef Székely

Marie Trousil, auch Marie Trousilová (1853 in Olmütz – nach 1907) war eine Opernsängerin der Stimmlagen Sopran und Mezzosopran, die drei Jahre lang an der k.u.k. Hofoper zu Wien verpflichtet war.

## Leben und Werk
Über die Sängerin und ihr Leben ist nur wenig bekannt. Sie war die Tochter des späteren Domkapellmeister Franz Trousil (1819–1872) und dessen Frau, Johanna Katharina geb. Wojta. Sie hatte zwei jüngere Brüder. Ihr Vater, selbst Sänger und Instrumentalist, war ihr erster Lehrer, schickte sie jedoch Ende 1866 zum Gesangsstudium nach Wien. Dort wurde sie Schülerin von Anna Bochkoltz-Falconi und trat bereits im März 1867 – 14-jährig – öffentlich als Sängerin auf: Bei einem Konzert des Violinvirtuosen Camillo Sivori in der Gesellschaft der Musikfreunde in Wien gab sie die Cavavatine aus Bellinis Puritanern. Noch im selben Jahr wurde sie nach Linz verpflichtet und debütierte als Leonore in Verdis Troubadour. Die Tages-Post konstatierte einerseits das Lampenfieber, andererseits die „unleugbar vortreffliche Naturanlagen“ und die „jugendlich frische, namentlich in der Höhe sehr kräftige Stimmen“ der jungen Sängerin und ihrer Kollegin als Azucena, Frl. Fleißner, ebenfalls eine Debütantin. Das Vergnügen des Rezensenten war freilich fallweise durch mangelnde Technik getrübt: „Das Piano des Frl. Trousil ging nicht nur ins Pianissimo, sondern in völlige Lautlosigkeit über, so daß trotz des leisesten Accompagnements kein Ton der Sängerin zu vernehmen war.“ Auch gewisse Verrenkungen der Sängerin wurden kritisiert. Doch das Blatt wandte sich rasch, die Sängerin verbesserte Technik und Gestik und vermochte in ihrem zweiten und dritten Debüt auch den Rezensenten der Tages-Post zu überzeugen:

„Freudiges Staunen und allgemeine Überraschung erregte Fräulein Trousil, welche mit einem Male Angst und Befangenheit abgestreift zu haben schien, so daß man zweifeln mußte, eine Neulingin zu sehen und zu hören. Wir müssen mit Vergnügen konstatieren, daß das Fräulein die unschönen Gesten vermieden und auch das Piano hörbar gestaltet habe.  Hübsche Bewegung und deutliche, rein deutsche Aussprache bildeteten eine sehr angenehme Zugabe zu der gesanglichen Leistung, welche in Triller und Rouladen, sowie im Tragen, An- und Abschwellen des Tones merken ließ, daß die noch sehr junge Sängerin über eine kräftige, frische und klangreiche Stimme verfügt, die bereits tüchtig geschult ist, so daß dem Fräulein Trousil bei fortgesetztem Studium eine glänzende Zukunft zu profezeihen ist.“

In der Titelrolle der Martha von Friedrich von Flotow, „welche sie reizend und mit Bravour sang und ganz geduldig spielte“, errang sie nach Meinung der Presse gar einen „Triumf“. 1871 war sie in Lübeck engagiert und gastierte in Kassel sowie als Amelia in Verdis Maskenball am Stadttheater Salzburg. Sie errang „mit ihrer ernsten düstern Eingangsarie, die sie mit dramatischer Leidenschaft sang, einen schönen Erfolg“, so die Salzburger Zeitung am 10. Januar 1871. Im April 1871 folgte sie einem Ruf der Wiener Hofoper, an der sie einen 3-Jahres-Vertrag erhielt. Sie sang dort einerseits Rollen, die dem Fach einer Soubrette zugeordnet werden, wie das Ännchen im Freischütz, die Marcelline im Wasserträger oder die Papagena in der Zauberflöte, andererseits Hosenrollen, die üblicherweise mit Mezzosoprani oder Altistinnen besetzt werden, wie den Adriano in Wagners Rienzi oder den Stéphano in Gounods Roméo et Juliette. Weiters übernahm sie den Knaben Jemmy in Rossinis Guillaume Tell, unbekannte Rollen in Bellinis Norma und Verdis Rigoletto sowie den Zweiten Hirtenknaben in Dinorah ou Le pardon de Ploërmel von Giacomo Meyerbeer. Als am 11. Juni 1871 zu Ehren des Königs Georgias von Griechenland Rienzi gegeben wurde, fiel Marie Trousil als Einspringerin für Bertha Ehnn auf und wurde sehr gelobt: Das „Fräulein, erst wenige Monate bei uns, weckt die schönsten Hoffnungen und ist bereits ein Liebling des Publikums geworden,“ so der Wien-Korrespondent in der Neuen Berliner Musikzeitung. 1874 gastierte sie in Prag, angekündigt wurde als erste Rolle die Agathe im Freischütz. 1874 und 1875 sind Auftritte am Strampfer-Theater in den Wiener Tuchlauben nachgewiesen.
Die Sängerin war ein beliebtes Objekt von Photographen und Zeichnern, zumeist mit Blumen im Haar. Beispielsweise erschien ihr Porträt ganzseitig in den Humoristischen Blätter des Karl Klic, sie wurde mehrfach von Emil Rabending, Josef Székely und J. Tschopp abgelichtet. Mutmaßlich 1870 begann eine nähere Bekanntschaft mit Julius von Payer, einem österreichisch-ungarischen Offizier, Polar- und Alpenforscher, Kartografen und späteren Professor der Militärakademie, der sich auch als Maler betätigte. Für Anfang 1872 war die Verlobung geplant, eine umfassende Einladungsliste dafür und für die Hochzeit ist erhalten, doch wurde das Heiratsversprechen später zurückgenommen. Im November 1874 wurde vermeldet, dass Marie Trousil an das Stadttheater von Brünn verpflichtet worden sei. In einem Brief vom 27. September 1875 bewarb sie sich bei Ignaz Wild, einem Agenten und Theaterdirektor, um ein Engagement. Sie wohnte damals in der Papagenogasse 6 in Wien-Mariahilf. Laut Nikolai Wandruszka war sie dann am Stadttheater Zürich engagiert und absolvierte 1880 ein längeres Gastspiel im Opernhaus von Riga. Es folgten Engagements für jeweils eine Spielzeit in Mainz, Regensburg und Würzburg. Nur am Stadttheater Chemnitz war sie insgesamt drei Spielzeiten tätig. Zuletzt wurde sie für jeweils eine Spielzeit lang an das Stadttheater Sondershausen in Thüringen (ab 1886) und an das Stadttheater Ulm verpflichtet, dort 1887–88. Für die Jahre 1889 bis 1896 ist ihr Verbleib unbekannt. 1897 lebt sie, gemeinsam mit ihrer Mutter und ihrem Mann Angelo Springer, einem k.k. Offizier, im südböhmischen Temešvár. Der Theater-Almanach von 1907 wird sie weiterhin in Temešvár geführt, mit ihrem Ehemann, dem k.k. Artillerie-Hauptmann Angelo Springer, lebend. Ihr Ehemann starb am 13. April 1917 im 78. Lebensjahr in Olmütz, sie selbst mutmaßlich davor, denn sie wird in der Todesanzeige des Ehemannes nicht angeführt.
Marie Trousil war auch als Kirchen- und Konzertsängerin tätig. Beispielsweise trat sie am 7. Dezember 1873 in der Italienischen Nationalkirche von Wien solistisch in Erscheinung. Es dirigierte Cyrill Wolf, an der Orgel spielte Anton Bruckner. Im April 1874 sang sie in zwei Konzerten in Olmütz, die vom lokalen Frauenwohltätigkeitverein am Ostersonntag und Ostermontag im städtischen Theater abgehalten wurden und „überraschte durch den Fortschritt, den ihre Gesangskunst seit dem letzten Auftreten in ihrer Geburtsstadt besonders in der zarten Modulierung ihres Tones in dem sanften Anschlagen desselben machte“, so das Deutsche Volksblatt für Mähren am 11. April 1874.